# Kuladig

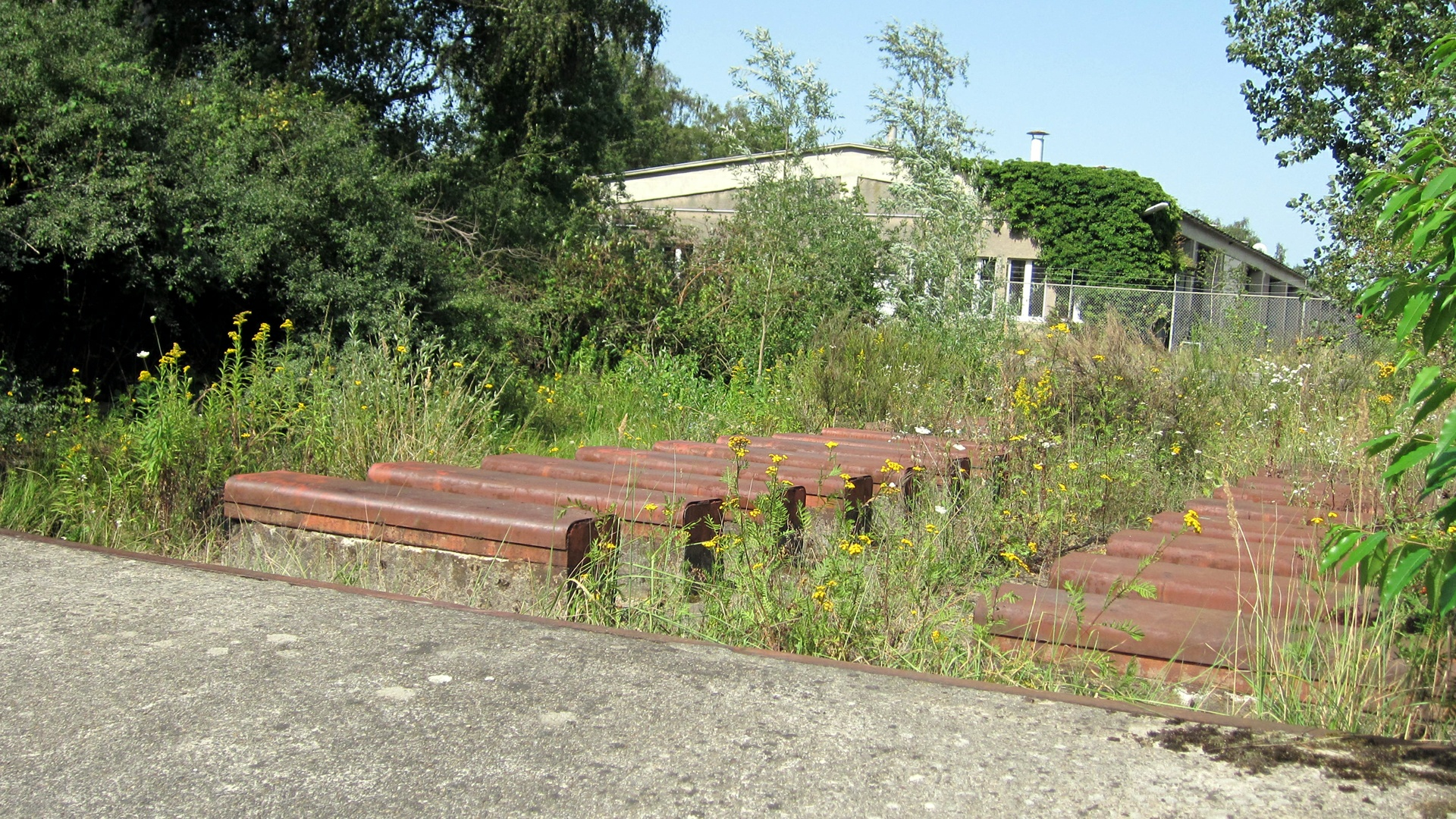
Die ehemalige Panzerwaschanlage an der Wahner Heide, ein typisches Kuladig-Objekt

Kuladig, Eigenschreibweise KuLaDig, kurz für Kultur. Landschaft. Digital., ist eine Informationsdatenbank für Objekte des landschaftlichen kulturellen Erbes, die frei zugänglich ist und von der Öffentlichkeit mitgestaltet werden kann. Betrieben wird Kuladig vom Landschaftsverband Rheinland (LVR), dem Landesamt für Denkmalpflege Hessen (LfDH), dem Archäologischen Landesamt Schleswig-Holstein (ALSH), dem Ministerium des Innern und für Sport des Landes Rheinland-Pfalz (seit 2019) und dem Rheinischen Verein für Denkmalpflege und Landschaftsschutz (RVDL).
Ein vergleichbares Informationssystem für Westfalen-Lippe unterhält der Landschaftsverband Westfalen-Lippe mit dem Portal LWL-Geodatenkultur.
Seit Oktober 2010 steht das Informationssystem im Internet zur Verfügung.

## Inhalte
Kuladig soll der Öffentlichkeit freien Zugang zu Objektinformationen geben, die sonst nur in Archiven zu finden sind oder erst bei einzelnen Behörden angefragt werden müssten. In der Datenbank werden Informationen verschiedener Disziplinen zusammengeführt. Erfasst werden Lokalisierungen und Beschreibungen von Objekten, Strukturen und Phänomenen, ergänzt durch Medienangebote, wie Texte, Karten, aktuelle und historische Fotos, Videos und Tondokumente. So finden sich z. B. alte Gebäude, Industriedenkmäler oder Seen unter den beschriebenen Objekten, wie auch Informationen zu Raumplanung und Naturschutzräumen.
Das Informationssystem steht für jeden offen, der sich über das kulturelle Erbe einer Landschaft informieren, aber auch Informationen mitgestalten möchte. Es wird stets darauf verwiesen, dass es sich hierbei lediglich um nicht rechtssichere Vorinformationen handelt und diese bei Planungsvorhaben mit den zuständigen Fachbehörden überprüft werden sollten.

## Technische Umsetzung
Kuladig wurde vom Systemhaus des Landschaftsverbandes Rheinland LVR-InfoKom entwickelt und betrieben. Die Grundlage bildet das Microsoft ASP.NET MVC-Webframework, die Daten werden in einer Microsoft-SQL-Server-Datenbank gespeichert. Zur geräteübergreifenden Darstellung auf PC, Tablets und Smartphones wird das freie CSS-Framework Bootstrap von Twitter eingesetzt. Dazu werden die Kartendienste vom ESRI ArcGIS-Server eingebunden. Die Medien der Bilddatenbank werden dynamisch in Form einer Mediengalerie sowie ein Thesaurus für Zwecke der Recherche und Erfassung in die Anwendung eingebunden.